# Okanogan
Okanogan é uma cidade localizada no estado norte-americano de Washington, no Condado de Okanogan.

## Demografia
Segundo o censo norte-americano de 2000, a sua população era de 2484 habitantes.
Em 2006, foi estimada uma população de 2391, um decréscimo de 93 (-3.7%).

## Geografia
De acordo com o United States Census Bureau tem uma área de
4,8 km², dos quais 4,7 km² cobertos por terra e 0,1 km² cobertos por água. Okanogan localiza-se a aproximadamente 256 m acima do nível do mar.

## Localidades na vizinhança
O diagrama seguinte representa as localidades num raio de 36 km ao redor de Okanogan.